# Insulasaurus traanorum
Insulasaurus traanorum — вид сцинкоподібних ящірок родини сцинкових (Scincidae). Ендемік Філіппін.

## Опис
Insulasaurus traanorum — сцинки середнього розміру, довжина яких (без врахування хвоста) становить 48-53 мм.

## Поширення і екологія
Insulasaurus traanorum мешкають в горах на острові Палаван, зокрема на схилах гір Манталінгахан і Парай-Парай. Вони живуть у вологих гірських тропічних лісах, в лісовій підстилці і густому підліску. Зустрічаються на висоті до 1500 до 2068 м над рівнем моря.